# Drap (literie)
Pour les articles homonymes, voir drap.

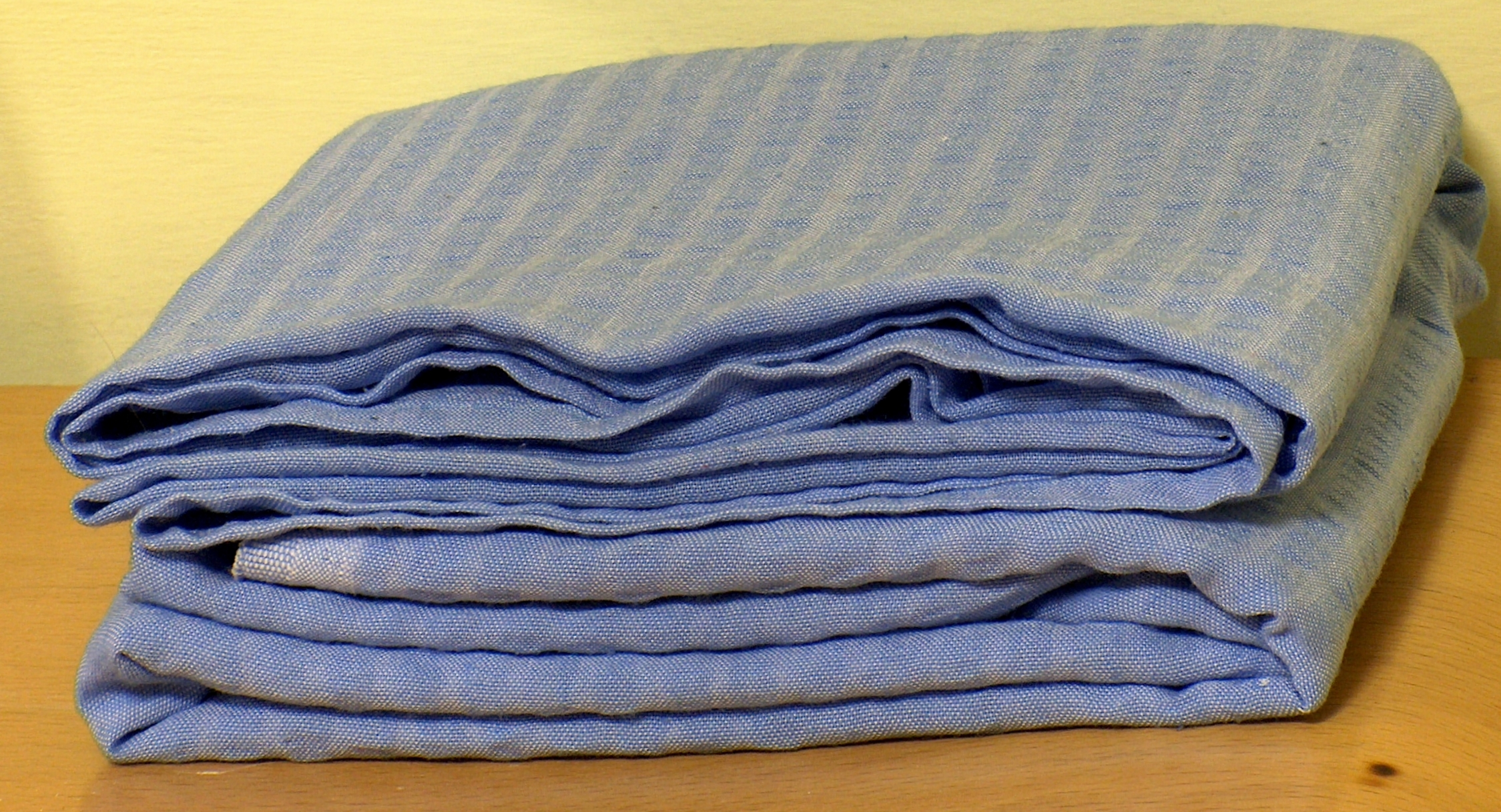
Draps pliés

Un drap est un tissu utilisé en literie pour recouvrir le matelas. 
Lorsque le drap de dessous est muni d'un contour élastique pour se fixer au matelas il est parfois nommé drap-housse. Par opposition, le drap du dessus (ou drap plat) est inséré entre le drap-housse et la couverture (ou la couette, elle-même parfois protégée par une housse).
Pour dormir, une personne repose donc directement entre plusieurs draps.
Les fibres utilisées étaient le lin et le chanvre, supplantées progressivement au XIXe siècle par le coton. Dans les grandes maisons, le lin était réservé aux maîtres et le chanvre à la domesticité. En effet, les draps de chanvre, même passés au foulon, restaient rêches pendant plusieurs années avant d'offrir une douceur remarquable à force d'utilisation régulière et de lavages.
Traditionnellement, un deuxième drap, le drap de dessus est déposé sur le premier et l'on dort entre ces deux draps. Pour se protéger du froid, une couverture ou un édredon est en général ajouté sur le drap du dessus. Le drap de dessus est environ cinquante centimètres plus long que le drap de dessous afin d'être rabattu sur la couverture pour éviter que celle-ci ne se salisse.
Depuis la fin du XXe siècle, le drap de dessus est très souvent remplacé par une couette.
Depuis le début du XXIe siècle, les draps peuvent être en tissu dit « non-tissé » de polypropylène. Ce matériau plus économique que le coton permet de remplacer les draps à chaque utilisation. Ce drap, dit « jetable », d'abord utilisé dans les campings et les centres d'hébergement d'urgence, a vu son utilisation se répandre dans l'hôtellerie.
« Les draps en général brodés quant au drap du dessus du moins selon des motifs souvent repris sur les taies d'oreillers sont en général en lin (fil) et aujourd'hui par souci d'économie souvent en coton et colorés alors qu'autrefois les draps étaient blancs et faisaient partie du trousseau que préparait et brodait une jeune fille en vue de son mariage. Les plus belles pièces de linge de maison (taies, draps, nappes, etc.) sont en général en lin blanc et on trouve parfois chez des brocanteurs des trousseaux entiers neufs comprenant des dizaines de pièces encore pliées et entourées d'un ruban provenant de la vente d'armoires où ces trousseaux étaient conservés. Le linge était en général lavé une fois par mois (d'où le fait que les draps duraient plusieurs générations étant peu usés), bouilli et séché étendu sur l'herbe pour que le soleil blanchisse encore le linge souvent lavé avec de la cendre de bois et non avec du savon. Les draps étaient rarement repassés au fer mais étaient pliés après que deux personnes les aient [sic] tirés chacun vers soi et repliés ensuite ». (J.A:Cramer, Genève [réf. nécessaire])

## Expressions notoires
- Être dans de beaux/vilains draps : se retrouver dans une mauvaise posture
- Tirer le drap (ou la couverture) à / vers soi : s'attribuer tout le crédit d'une action